# Libro de los Epítomes
El Libro de los Epítomes es un catálogo o recopilación de epítomes, de más de 2000 páginas, de la biblioteca de Hernando Colón compuesta por unos 15-20 000 libros, que Hernando Colón reunió a principios del siglo XVI en un esfuerzo por crear una biblioteca de todos los libros del mundo.

## Antecedentes y biblioteca

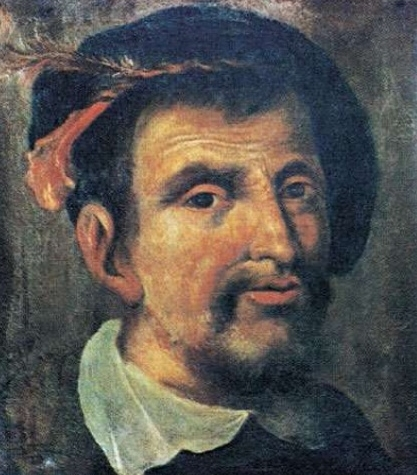
Ferdinand Columbus

Hernando Colón (1488-1539) fue un bibliógrafo y cosmógrafo español, hijo ilegítimo del explorador Cristóbal Colón. A principios del siglo XVI se embarcó en un proyecto para crear una biblioteca de todos los libros del mundo, reuniendo entre 15 000 y 20 000 libros durante su vida, y creando la biblioteca más grande de su época. A diferencia de otros coleccionistas que buscaban manuscritos griegos y latinos, Colón reconoció la importancia de la impresión y dio prioridad a los libros impresos y al material impreso efímero y popular como baladas y periódicos.
La colección se encuentra en la Catedral de Sevilla desde 1552, pero solo se conserva una cuarta parte de los libros, que hoy forman parte de la Biblioteca Colombina de la Institución Colombina.

## Epítomes
Para crear el Libro de los Epítomes, Colón utilizó un equipo de lectores y escritores para preparar un resumen de cada libro de su biblioteca, variando desde unas pocas líneas para las obras más pequeñas hasta 51 páginas el epítome más largo ; 46 páginas para los escritos de  Platón. Hay  1877 epítomes en el libro . El catálogo encuadernado tiene un grosor de unos 30 centímetros y unas 2000 páginas.

## Redescubrimiento

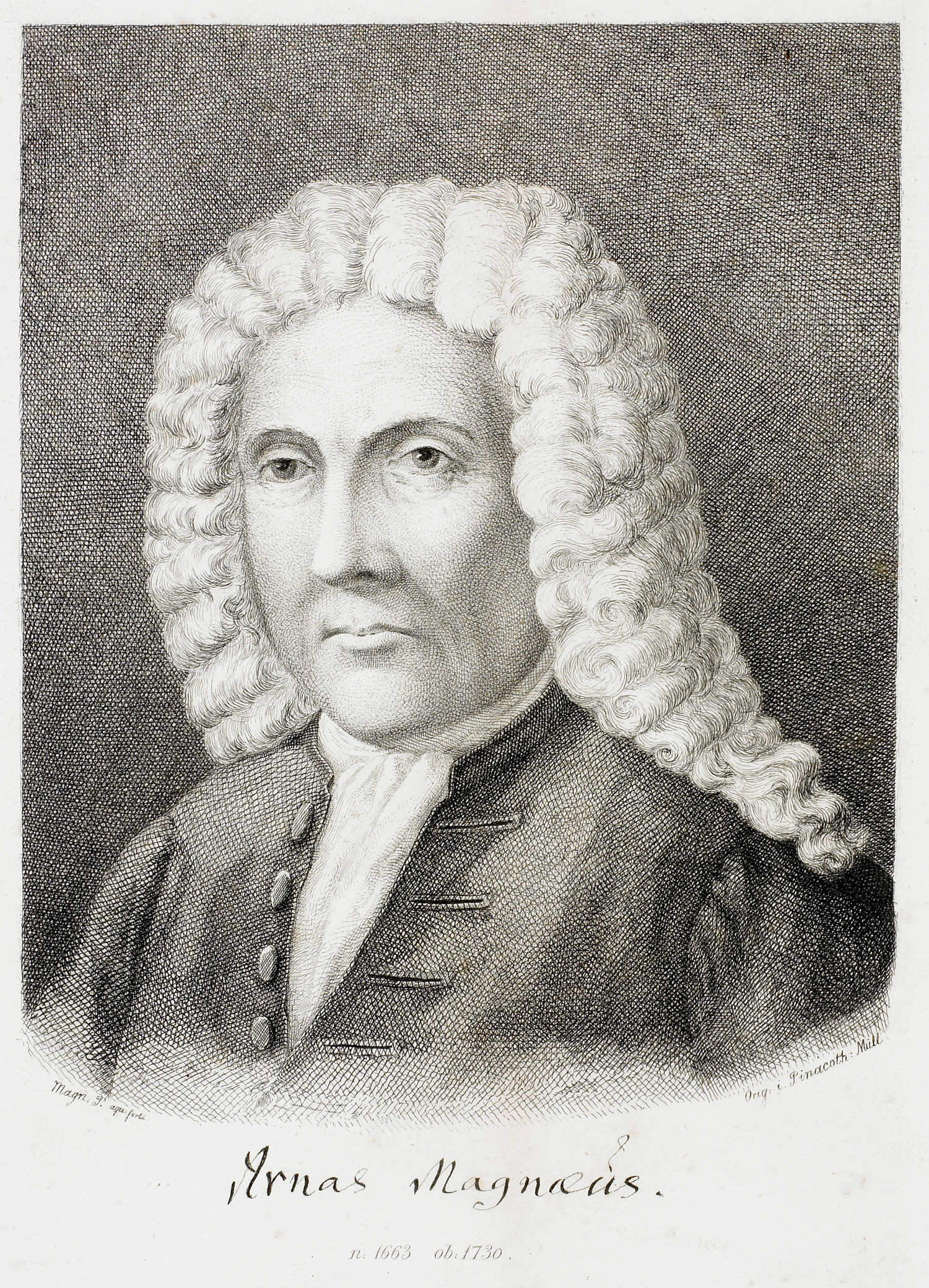
Árni Magnússon

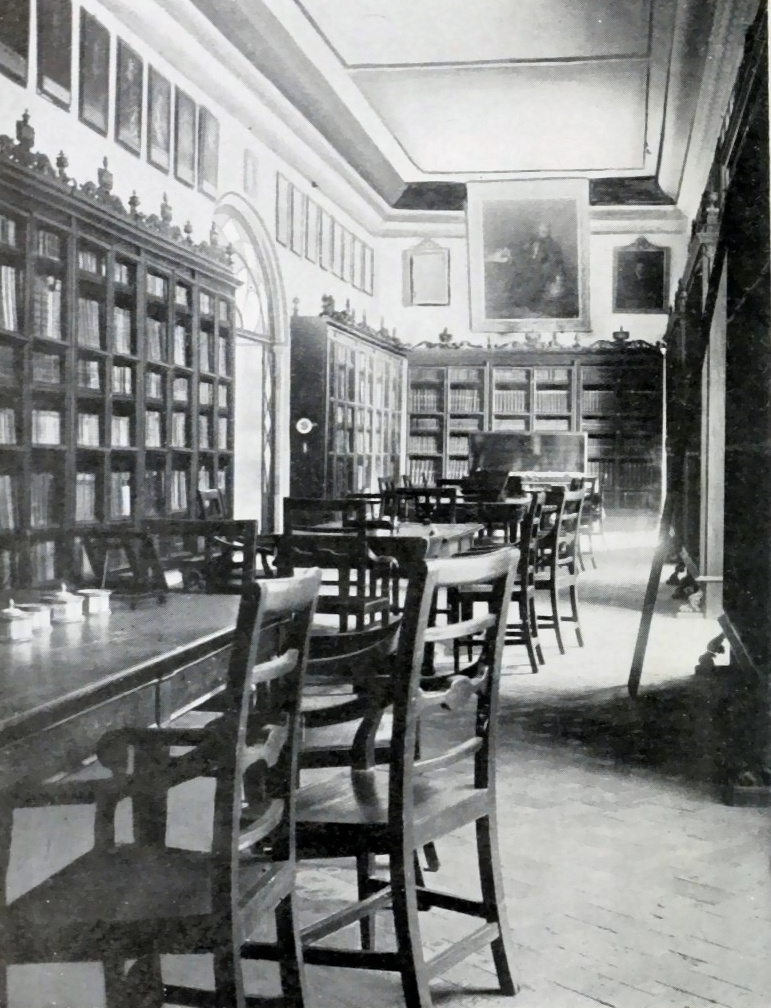
Biblioteca Colombina, 1913.

El catálogo fue redescubierto en 2019, después de haber sido considerado perdido desde que su existencia se registró por última vez en España en el momento de la muerte de Colón. Fue encontrado en la colección de manuscritos Arnamagnæan Codex en Copenhague en la colección de Árni Magnússon (1663-1730), un erudito islandés que cedió sus libros a la Universidad de Copenhague a su muerte en 1730. El vínculo con Colón fue establecido por primera vez por Guy Lazure de la Universidad de Windsor en Canadá.
Se cree que el catálogo se ha pasado por alto durante siglos porque solo 22 de los miles de libros de la colección están en español, y los demás en islandés o noruego. Se ha especulado que el libro llegó a Copenhague con una colección de manuscritos traídos por Cornelius Pedersen Lerche, enviado a la corte española.

## Importancia
Según el académico Edward Wilson-Lee de la Universidad de Cambridge, autor de una biografía reciente de Colón y relato de su biblioteca, The Catalogue of Shipwrecked Books, "Es un descubrimiento de inmensa importancia, no solo porque contiene tanta información sobre cómo la gente leía hace 500 años, sino también porque contiene resúmenes de libros que ya no existen, perdidos en cualquier otra forma que no sean estos resúmenes".
Wilson-Lee y su colega José María Pérez Fernández de la Universidad de Granada están trabajando en un libro sobre la biblioteca de Colón que esperan publicar en 2020, y hay un proyecto para digitalizar el catálogo.